# Спрус-стрит, 8
Спрус-стрит, 8 (англ. 8 Spruce Street; ранее Нью-Йорк-бай-Гери, англ. New York by Gehry и Би́кман-Та́уэр, англ. Beekman Tower) — 76-этажный небоскрёб в Нижнем Манхэттене. Небоскрёб расположен по адресу Спрус-стрит 8, к юго-востоку от муниципального центра и западнее Бруклинского моста.
Проект небоскрёба был разработан Фрэнком Гери совместно с архитектурным бюро WSP Group. Застройщиком выступила компания Forest City Enterprises, стройкой же руководила компания Kreisler Borg Florman. Здание возводилось с 2006 по 2011 годы. В его строительстве использовались железобетон и нержавеющая сталь.
На первых этажах небоскрёба расположена начальная школа, которая находится под управлением департамента образования Нью-Йорка. Стены школы облицованы красно-коричневым кирпичом. Совокупная площадь её помещений на первых пяти этажах здания составляет 9300 м². Школа рассчитана на 600 учеников. На четвёртом этаже имеется открытая спортивно-игровая площадка площадью около 460 м². Над школой расположено 9 сотен элитных квартир, площадь которых варьируется от 46 до 150 м², а планировка — от студий до трёхкомнатных апартаментов. Помещения в небоскрёбе сдаются по рыночной цене, однако ни одно из них не предназначено для продажи. На одном из этажей здания расположен филиал Больницы Нижнего Манхэттена.
Высота небоскрёба составляет 265 метров, на момент постройки он находился на 12-м месте среди высочайших жилых строений мира и на 2-м месте среди подобных строений в западном полушарии.

## Критика
Небоскрёб получил положительные отзывы. Так, архитектурный обозреватель The New York Times Николай Урусов назвал здание лучшим небоскрёбом города со времён постройки здания CBS в 1965 году, а журнал New Yorker охарактеризовал его как одну из лучших башен в Нижнем Манхэттене. В 2011 году проект получил премию Emporis Skyscraper Award.
- В октябре 2009 года
- В октябре 2010 года
- Фасад небоскрёба